# Стратон
Стратон из Лампсака по прозвищу «физик» (др.-греч. Στράτων; 340 до н. э.—268 до н. э.) — древнегреческий философ.
Стратон является одним из наиболее знаковых представителей философской школы перипатетиков. В течение десяти лет Стратон находился в Александрии при дворе царя Египта Птолемея I, где принял деятельное участие в организации Библиотеки и Мусейона. Философ стал воспитателем наследника престола Птолемея II. После смерти Теофраста Стратон возглавил Ликей и стал схолархом школы перипатетиков, которыми руководил в течение 19 лет до самой своей смерти.
Вклад Стратона в философию современные исследователи видят в создании античного аналога гилозоизма, одного из видов атеизма. В понимании Стратона, природа представляет собой самопроизвольную и самодостаточную силу, которая лишена божественного влияния, не подчинена никаким внешним формам и целям. Стратон исследовал падение тел и в своих экспериментах подошёл к осознанию законов падения тел Галилея, которые не смог сформулировать должным образом. Стратон предложил новые подходы к определению времени, пониманию сжимаемости тел, теплопроводности.
Наиболее известными учениками Стратона были знаменитый врач Эрасистрат и основатель первой гелиоцентрической системы мироздания Аристарх.

## Биография
Стратон родился около 340 года до н. э. в греческом городе на малоазийском побережье Геллеспонта Лампсаке в семье Аркесилая.
Он был представителем созданной Аристотелем школы перипатетиков. Его учителем стал второй глава Ликея, Теофраст (поскольку в год смерти Аристотеля Стратону было 17—18 лет, вряд ли ему довелось учиться у самого основателя Ликея). Когда Птолемей I Сотер, царь эллинистического Египта, предложил Теофрасту стать учителем его детей (в частности, будущего царя Птолемея II Филадельфа), тот отказался, мотивировав это тем, что не может бросить Ликей, и прислал вместо себя в 300/299 году до н. э. Стратона. В столице Египта Александрии Стратон пробыл около 10 лет и принял деятельное участие в организации Библиотеки и Мусейона, ставших впоследствии центром научных знаний эллинистического мира. В 287 году до н. э., после смерти Теофраста, Стратон возглавил Ликей и школу перипатетиков, которыми руководил в течение 19 лет до самой своей смерти в 269/268 году до н. э.. Следующим схолархом школы перипатетиков стал Ликон из Троады.

## Учение

### Философская теория Стратона
Взгляды Стратона во многом не совпадали с учением Аристотеля. Стратон считал, что природа (фюзис) представляет собой неотделимую от материи силу, отрицая Бога и Душу как самостоятельно действующие сущности. По словам Цицерона, Стратон был убеждён, что для создания мира нет необходимости в существовании богов. «Все, что уже существует или возникает, возникает или возникло благодаря природной силе и тяжести». Природа у Стратона, в отличие от аристотелевской телеологии, представляет собой самопроизвольную и самодостаточную силу, лишённую божественного влияния, не подчинённую никаким внешним формам и целям.
Большинство работ Стратона относятся к физике, из-за чего он получил прозвище «физик». Главной силой в природе Стратон считал тяжесть, которая, по его мнению, упорядочивает космос и порождает вертикальное распределение снизу вверх земли, воды, воздуха и огня (аристотелевский пятый элемент — эфир Стратон также отрицал). Стратон не соглашался с мнением Аристотеля, что тела падают на Землю с постоянной скоростью; по его мнению, скорость падающих тел растёт с расстоянием. Для доказательства этого утверждения он ставил специальные опыты: бросал тела с разной высоты и судил о скорости по силе удара о преграду. Таким образом Стратон подошёл к осознанию законов падения тел, которые не смог сформулировать должным образом.
Стратон отстаивал принципиально иное, по сравнению с Аристотелем, понимание времени. Аристотель считал, что время является «числом движения по отношению к предыдущему и последующему». Стратон отмечал, что время не может быть числом, ибо оно непрерывно и соответственно является мерой, а не количественной характеристикой. Время существует не только для движимых тел, но и для предметов в покое. Соответственно время не может восприниматься исключительно в качестве меры движения.
Стратон опровергал учение Аристотеля о невозможности существования пустоты и одновременно не соглашался с представлениями атомистов о некоем бесконечном пространстве без материи. По мнению Стратона, между частицами веществ существуют промежутки пустоты. Это делает возможным проникновение тепла и света в материю, а также объясняет сжимаемость тел. В то же время Стратон отрицал существование атомов, так как частицы, которые разделяет пустота, не являются чем-то абсолютно неделимым. Атомы в учении Левкиппа, Демокрита и Эпикура он назвал «демокритовыми грёзами».

### Отрицание бессмертия души
Большое внимание Стратон уделял психологии. Он полагал, что в передней части головы, между бровями, располагается некая разумная сущность, которую отождествляют с душой. Роль «души» заключается в анализе информации от органов чувств, что приводит к формированию мышления, восприятия и ощущений. «Душа» не может мыслить ничего, что не было воспринято ранее. Её материальным субстратом Стратон считал дыхание («пневму»). Вместе с «пневмой» душа распространяется по организму. Сон, по мнению Стратона, является обособлением «душевной пневмы» от тела, а смерть её полным отделением.
Стратон хоть и признавал существование души, не считал её бессмертной. Он опровергал аргументы о бессмертии души Платона, которые тот изложил в диалоге «Федон». Первый аргумент Платона был основан на диалектике. Если есть «большее», то должно быть и «меньшее», относительно которого и могло возникнуть «большее». То же самое относится и к понятиям тёплого/холодного, сухого/влажного, сна/бодрствования, а также, что главное, жизни и смерти. Если бы не существовало постоянного перехода одного в другое, то вскоре всё стало бы смертью. Так как этого не происходит, а наоборот, кто-то постоянно рождается и умирает, то логично предположить космический круговорот душ из живого в мёртвое, а затем снова в живое состояние.
Стратон привел семь контраргументов к этому аргументу бессмертия души Платона:
1. не обязательно существующая вещь происходит из погибшей;
2. если умершая часть, как, например отрезанный палец, не воскресает, то и целое не сможет вернуться к жизни;
3. даже если и существуют вещи, которые происходят из неких других объектов, то они никогда не являются полностью идентичными;
4. если плоть происходит из пищи, то это не означает, что пища происходит из плоти. Так, уголь возникает из дерева, но дерево не возникает из угля;
5. если молодые мужчины превращаются в старых, то старые уже никогда не превратятся в молодых;
6. противоположности могут переходить одна в другую лишь до того момента, как одна из них погибнет;
7. объекты воспроизводятся лишь до тех пор, пока новый является идентичным старому.

Второй аргумент Платона о бессмертии («аргумент о припоминании») заключался в том, что для отождествления различных предметов человек должен иметь понятие равенства, каковое только вспоминается. Следовательно, согласно изложению Платона, оно, как и понятия прекрасного, доброго, справедливого и другими подобными, является врождённым. А раз так, то душа их приобрела ещё до рождения. Соединив данное утверждение с предыдущим о взаимопереходе противоположностей, он утверждает, что наши души существовали до рождения и будут существовать после смерти. 
Стратон отмечал, что для постижения необходимы доказательства и труд. Он задаётся вопросом, почему в таком случае для получения навыка или знания в ряде случаев необходимо длительное обучение, раз эти знания уже существуют и могут быть «припоминаемы».
Платон утверждал, что душа есть неотъемлемая составляющая жизни, противоположная смерти. Он приводит пример огня. Когда на его пути возникает холод (снег), то огонь должен либо отступить, либо погибнуть, так как сталкивается с противоположной и несовместимой идеей. Точно так же душа несовместима со смертью. В тот момент, когда тело умирает, душа должна отступить, то есть покинуть свою телесную оболочку, так как умереть она не может по определению, будучи противоположностью смерти. Контраргумент Стратона к этому утверждению, причём основанный на аргументации Платона, в вольном переводе звучит как «если огонь не охлаждаем до тех пор, пока он существует, то, возможно, и душа бессмертна лишь до того момента, пока она существует?»

## Сочинения
Сочинения Стратона, которых, согласно Диогену Лаэртскому, насчитывалось около 40, были посвящены логике, этике, метафизике, физике, механике, космологии, зоологии, физиологии и психологии. Сами сочинения не уцелели, от них сохранились лишь некоторые фрагменты в трудах других авторов. Ряд сочинений («О цветах», «О слухе», «Механические проблемы», четвертая книга «Метеорологии»), которые входят в Корпус Аристотеля, по мнению современных историков, могли принадлежать Стратону, либо кому-то из его учеников.
Список трудов Стратона, согласно Диогену Лаэртскому включает:
- «О царской власти» 3 книги;
- «О благе» 3 книги;
- «О богах» 3 книги;
- «О первоначалах» 3 книги;
- «Об образах жизни»;
- «О счастье»;
- «О царе-философе»;
- «О храбрости»;
- «О пустоте»;
- «О небе»;
- «О дыхании»;
- «О человеческой природе»;
- «О происхождении животных»;
- «О смешении»;
- «О сне»;
- «О сновидениях»;
- «О зрении»;
- «Об ощущении»;
- «О наслаждении»;
- «О красках»;
- «О болезнях»;
- «О кризисах»;
- «О силах»;
- «О металлах»;
- «Механика»;
- «О голоде и помрачении»;
- «О легком и тяжелом»;
- «О вдохновении»;
- «О времени»;
- «О еде и росте»;
- «О сомнительных животных»;
- «О баснословных животных»;
- «О причинах»;
- «Разрешение сомнений»;
- «Введение в топику»;
- «О случайном»;
- «Об определении»;
- «О большем и меньшем»;
- «О несправедливом»;
- «О предшествующем и последующем»;
- «О высшем роде»;
- «Об особенном»;
- «О будущем»;
- «Опровержения найденного» 2 книги;
- «Записки» и письма начинающиеся со слов «Стратон Арсиное желает благополучия».

## Влияние учения Стратона

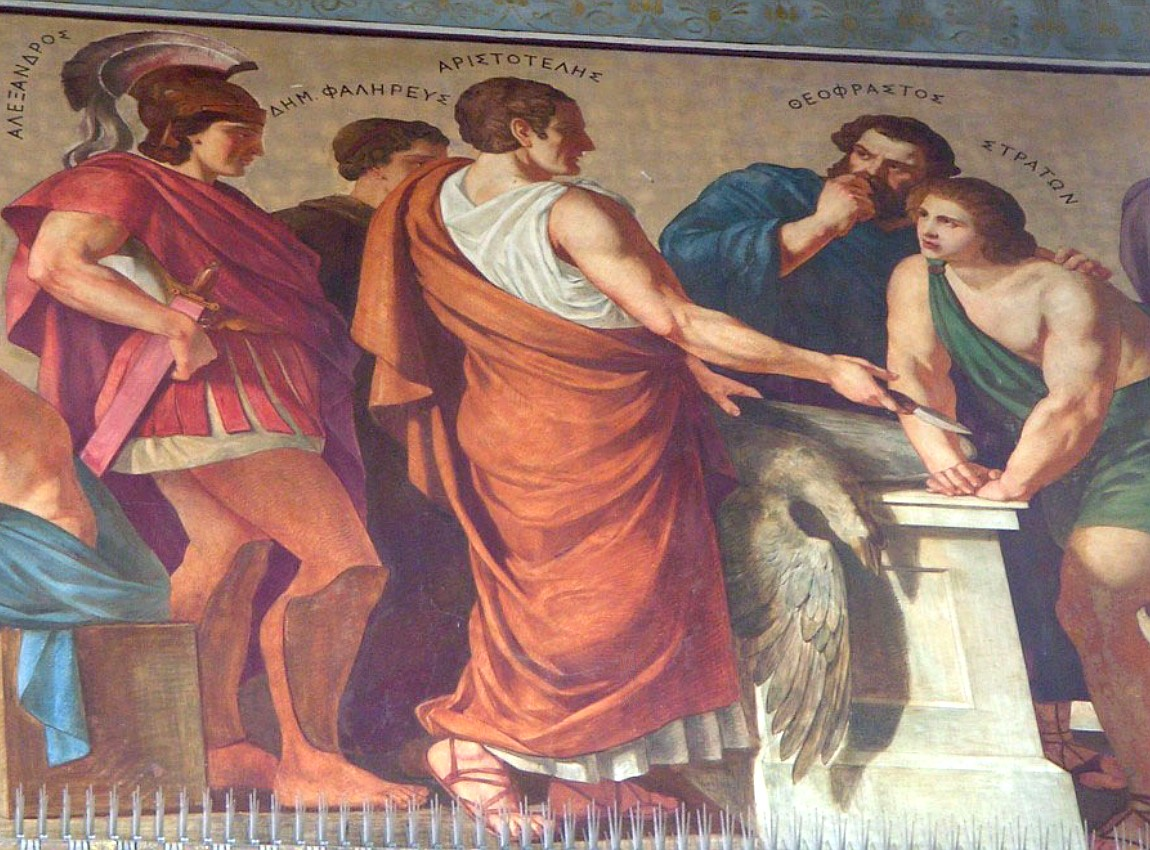
Аристотель и его ученики. Стратон — крайний справа. Фреска 1888 года в Афинском национальном университете имени Каподистрии

Учение Стратона о пустоте изложено в основе введения к трактату «Пневматика» Герона Александрийского. Представления Стратона о пневме повлияли на учение о физиологии Эрасистрата. Г. Дильс считал, что Эрасистрат находился под влиянием Теофраста и Стратона. Данное мнение стало общепринятым в историографии. Историк медицины профессор Д. А. Балалыкин высказал гипотезу, что это опыты Эрасистрата могли повлиять на мировоззрение Стратона.
К ученикам Стратона относят астронома Аристарха Самосского, который впервые обосновал гелиоцентрическую систему мироздания. Опосредованно Стратон повлиял на развитие науки через своего воспитанника Птолемея II, который, став царём Египта, поощрял учёных при своём дворе.
Имя Стратона было забыто в Средние века и в эпоху Возрождения. Однако в XVII веке учение Стратона привлекло к себе внимание благодаря некоторому сходству с пантеизмом Спинозы. В 1678 году Р. Кедворт привёл систему Стратона в качестве одного из четырёх типов атеизма, где любая материя наделена жизненной силой. Он ввёл для его описания термин гилозоизм. Эти идеи воспринял П. Бейль, который принял Стратона и «стратонизм» в качестве ключевых компонентов своей философской системы. В опубликованном в 1705 году «Continuation des Pensées diverses» стратонизм назван античным аналогом «спинозизма». В понимании П. Бейля, Стратон создал систему, в которой единственной божественной силой является природа, а вселенная не содержит какого-либо врожденного добра или зла.

## Оценки
Плутарх привел имя Стратона среди наиболее выдающихся философов-перипатетиков, поместив его третьим в списке после Аристотеля и Теофраста. Цицерон также высоко оценивал трактаты Стратона о физике, однако считал его вклад в этику незначительным. Он даже считал, что Стратона не следует относить к философам-перипатетикам, так как в своих трудах он не касался вопросов добродетели и нравственности. Афиней Механик, напротив, приводил Стратона в пример в качестве автора, который занимался «многописанием». По мнению Афинея Механика, труды Стратона могут быть полезны лишь тем, кто хочет приобрести элементарные знания, а не досконально разобраться в теме.
В. Ф. Асмус видел в Стратоне философа из школы Аристотеля, который развил интерес к специальным знаниям в натурализм, переходивший в ряде случаев в материализм. Он не только счел возможным вносить поправки в учение основателя школы перипатетиков, которую он и возглавил, но и выступил против основополагающих элементов его учения. И. Д. Рожанский считал, что учение Стратона представляло переработку перипатетических физики и психологии Аристотеля. По мнению Рожанского, в силу определённых причин вклад Стратона не оказал существенного влияния на дальнейшее развитие философии и науки.

### Исследования
- Асмус В. Ф. Античная философия. — 3-е изд.. — М.: Высшая школа, 1999. — 400 с. — ISBN 5-06-003049-0.
- Бровкин В. В. О роли греческой философии в формировании эллинистических монархий // Вестник Томского государственного университета. — 2020. — № 460. — С. 61—68. — ISSN 1561-803X. — doi:10.17223/15617793/460/7.
- Балалыкин Д. А. Что мы знаем об Эрасистрате? Часть 2 // История медицины. — 2018. — Т. 5, № 2. — С. 181—196. — ISSN 2409-5583. — doi:10.17720/2409-5583.t5.2.2018.01a.
- Зубов В. П. Стратон // Философская энциклопедия / под редакцией Ф. В. Константинова. — М.: Советская энциклопедия, 1970. — Т. 5. — С. 138—139.
- Месяц С. В. Стратон // Античная философия: Энциклопедический словарь. — М.: Прогресс-Традиция, 2008. — 896 с. — ISBN 5-89826-309-0.
- Рожанский И. Д. История естествознания в эпоху эллинизма и Римской империи. — М.: Наука, 1988. — 448 с. — ISBN 5-02-008018-7.
- Чанышев А. Н. Курс лекций по древней и средневековой философии. — М.: Высшая школа, 1991. — ISBN 5-06-000992-0.
- Strato of Lampsacus. Text, translation, and discussion (англ.) / eds. Marie-Laurence Desclos, William W. Fortenbaugh. — London; New York: Routledge, 2017. — ISBN 978-1-4128-1127-9.
  - Repici L. Strato’s Aporiai on Plato’s Phaedo // Strato of Lampsacus. Text, translation, and discussion (англ.) / eds. Marie-Laurence Desclos, William W. Fortenbaugh. — London; New York: Routledge, 2017. — P. 413—442. — ISBN 978-1-4128-1127-9.
- Erdmann J. E. A History of Philosophy (англ.). — Anmol Publications Pvt Ltd, 2002. — ISBN 8126103043.
- Huxley G. Aristarchus of Samos and Graeco-Babylonian Astronomy (англ.) // Greek, Roman and Byzantines Studies. — 1964. — Vol. 5, no. 2. — P. 123—131.
- Israel J. I. Enlightenment Contested: Philosophy, Modernity, and the Emancipation of Man 1670—1752 (англ.). — New York: Oxford University Press, 2006. — ISBN 978-0-19-927922-7.
- Sedley D. The Phaedo’s final proof of immortality // Plato’s Phaedo (англ.). — Baden-Baden: Academia Verlag, 2018. — P. 210—220. — ISBN 978-3-89665-702-2. — doi:10.5771/9783896657466.